# Monroe (villa)
Monroe es una villa ubicada en el condado de Orange en el estado estadounidense de Nueva York. En el año 2000 tenía una población de 7,780 habitantes y una densidad poblacional de 876 personas por km².

## Geografía
Monroe se encuentra ubicada en las coordenadas 41°19′27″N 74°11′13″O / 41.32417, -74.18694. Según la Oficina del Censo, la ciudad tiene un área total de 3 km² (1,2 mi²), de la cual 3 km² (1,2 mi²) es tierra y 0 km² (0 mi²) (0%) es agua.

## Demografía
Según la Oficina del Censo en 2000 los ingresos medios por hogar en la localidad eran de $70,809, y los ingresos medios por familia eran $76,894. Los hombres tenían unos ingresos medios de $63,033 frente a los $33,184 para las mujeres. La renta per cápita para la localidad era de $25,614. Alrededor del 4.8% de la población estaban por debajo del umbral de pobreza.